# Мищенков, Илья Алексеевич
Илья́ Алексе́евич Мищенко́в (род. 20 июля 1990, Рязань) — российский скрипач, композитор и дирижёр. Стипендиат правительства РФ, член Союза композиторов России.

## Биография

### Детство и юность
Илья Мищенков родился 20 июля 1990 года в Рязани в семье учительницы русского языка и инженера-энергетика. С ранних лет проявил способности к музыке и уже в 4.5 года начал заниматься на скрипке сначала в ДМШ № 5, а затем в ДМШ № 1 города Рязани, которую с отличием окончил в 2005 году.
В 2009 году закончил Рязанский музыкальный колледж по специальности скрипка и в том же году поступил в Саратовскую консерваторию, которую с отличием окончил в 2014 году.
В годы обучения в консерватории начал проявлять интерес к написанию музыки. В знак протеста новомодным авангардным течениям в композиции в 2011 году вместе со своими друзьями создал трио Perfect Sound, смысл которого был показать людям, что современные композиторы ещё способны писать мелодичную, тональную музыку. Через год ансамбль был реорганизован в первый танго-оркестр Поволжья и сменил свою направленность с авторской музыки на танго.

### После консерватории
После окончания консерватории начал работать в Академическом Симфоническом Оркестре Саратовской филармонии, параллельно продолжая заниматься композицией. По заказу главного дирижёра оркестра Эммануэля Ледюка-Барома им были сделаны оркестровки фантазии на темы оперы Гершвина Порги и Бесс Игоря Фролова и «Пяти Мелодий» Сергея Прокофьева. Там же началось многолетнее сотрудничество с контрабасистом Артёмом Чирковым, специально для которого впоследствии было написано огромное количество аранжировок и два контрабасовых концерта.
В 2018 началось сотрудничество с компанией Neoclassica и оркестром CAGMO, в рамках которого композитор подготовил Оркестровые партитуры для гастролей американский композиторов Пола Ромеро и Билла Брауна по городам России.
В 2019 году переехал в Белгород, где начал работу в симфоническом оркестре филармонии. Там же начал сотрудничество с Белгородским Академическим Русским Оркестром под управлением художественного руководителя филармонии Евгения Алешникова в качестве аранжировщика и композитора. В 2021 году состоялась премьера авторской программы Folk Hollywood, куда вошли аранжировки популярных голливудских саундтреков для народного оркестра.
В 2021 году создал танго-оркестр Grado de Pasión, с которым было записано два альбома, в которые вошли в том числе и авторские танго композитора.
В 2022 году по ходатайству Белгородского отделения принят в Союз композиторов РФ. Весной того же года выиграл президентский грант на проведение благотворительного марафона Dale Vida в помощь онкобольным детям, который прошёл с 25 июля по 1 августа 2022 года.
В ноябре 2022 года назначен исполняющим обязанности художественного руководителя камерного оркестра филармонии Mezzo Music. В мае 2023 года состоялись гастроли оркестра в Московском Доме Композиторов. Под управлением Ильи Мищенкова прозвучала музыка белгородских авторов в том числе и его собственная.
В декабре 2023 года состоялась мировая премьера концерта «Памяти Джона Лорда», для органа, рок-группы и струнного оркестра, написанного специально по заказу белгородского органиста Тимура Халиуллина.
С 2024 года проживает в Санкт-Петербурге, является официальным аранжировщиком проекта Imperial Orchestra, а также артистом симфонического оркестра Санкт-Петербургского театра музыкальной комедии.

## Основные сочинения

### Камерная музыка
- 10 пьес для скрипки, кларнета и фортепиано
- 4 каденции для скрипки соло
- Танго-календарь — цикл пьес для танго-квинтета
- Танго-портреты — цикл пьес для танго-квинтета
- «Путь», Ор.35 — вокальный цикл для баса и фортепиано на стихи Дениса Глебова

### Инструментальные концерты
- Концерт для альта и струнных, Ор.12
- Концерт для контрабаса и струнных, Ор.28
- «Русский концерт» для малой домры и струнных, Ор.34
- «Приключения Геракла», Ор.38 — второй концерт для контрабаса с оркестром
- Концерт «Памяти Бога» для балалайки контрабас и ОРНИ, Ор.46
- Концерт «Памяти Джона Лорда» для органа, рок-группы и струнных, Ор.50

### Симфоническая музыка
- Симфоническая поэма «The Witcher» для электроконтрабаса, бас-гитары, симфонического оркестра и хора, Ор.23
- Симфоническа картина «Алания», Ор.30
- Двойной концерт «Меча и Магии» для скрипки и контрабаса с оркестром на темы музыки Пола Энтони Ромеро к игре «Heroes of Might and Magic III», Ор.32
- Рок-опера «Зов Ктулху» на либретто Дениса Глебова по мотивом рассказов Г. Ф. Лавкрафта, Ор. 41
- The Purple Afterglow — Рапсодия для фортепиано, сопрано-саксофона и симфонического оркестра, Ор.36
- Фантазия на темы из оперы Ж.Бизе «Кармен» для скрипки с оркестром, Ор.45

### Музыка к театральным постановкам
- 2023 — спектакль «Рядовой Воробышек», постановка Белгородского театра кукол, режиссёр Николай Борисович Щебеньков

### Музыка к кинофильмам
- 2024 — короткометражный фильм «Незваные Гости», режиссёр Екатерина Ганжела

## Дискография

### Альбомы
- Зов Ктулху (2022) — рок-опера на либретто Дениса Глебова по мотивам произведений Говарда Лавкрафта[4]
- Me Gusta Bailar Milonga (2022) — совместно с танго-оркестром Grado de Pasión[5]
- Hecho en Belgorod (2023) — совместно с танго-оркестром Grado de Pasión[6]
- Маленькая сюита для струнного оркестра, Ор.27 (2023) — в качестве дирижёра камерного оркестра Белгородской филармонии Mezzo Music[7]
- The Third Heroes' Chamber Suite (2025) — авторские аранжировки музыки Пола Ромеро к игре Heroes of Might and Magic 3 в качестве дирижёра камерного оркестра Белгородской филармонии Mezzo Music

### Синглы
- Oblivion (2022) — совместно с танго-оркестром Grado de Pasión[8]
- Escualo (2022) — совместно с танго-оркестром Grado de Pasión[9]
- Morning in Belgorod (2024)[10]
- The Thursday (2024)[11]